# فيل ويليس
فيل ويليس (بالإنجليزية: Phil Willis, Baron Willis of Knaresborough) هو سياسي بريطاني، ولد في 30 نوفمبر 1941 في المملكة المتحدة. حزبياً، نشط في الديمقراطيون الليبراليون. في الانتخابات العامة في المملكة المتحدة 1997 ‏، انتخب عضو البرلمان الثاني والخمسون للمملكة المتحدة عن دائرة هاروغيت ونيرزبورو وقد انضم خلال فترته النيابية ‏ (1 مايو 1997 – 14 مايو 2001)  للكتلة البرلمانية الديمقراطيون الليبراليون وفي الانتخابات العامة في المملكة المتحدة 2001، انتخب عضو برلمان المملكة المتحدة الـ53 عن دائرة هاروغيت ونيرزبورو وقد انضم خلال فترته النيابية ‏ (7 يونيو 2001 – 11 أبريل 2005)  للكتلة البرلمانية الديمقراطيون الليبراليون وفي الانتخابات العامة في المملكة المتحدة 2005، انتخب عضو برلمان المملكة المتحدة الـ54 عن دائرة هاروغيت ونيرزبورو وقد انضم خلال فترته النيابية ‏ (5 مايو 2005 – 12 أبريل 2010)  للكتلة البرلمانية الديمقراطيون الليبراليون.